# 북부바위뛰기펭귄

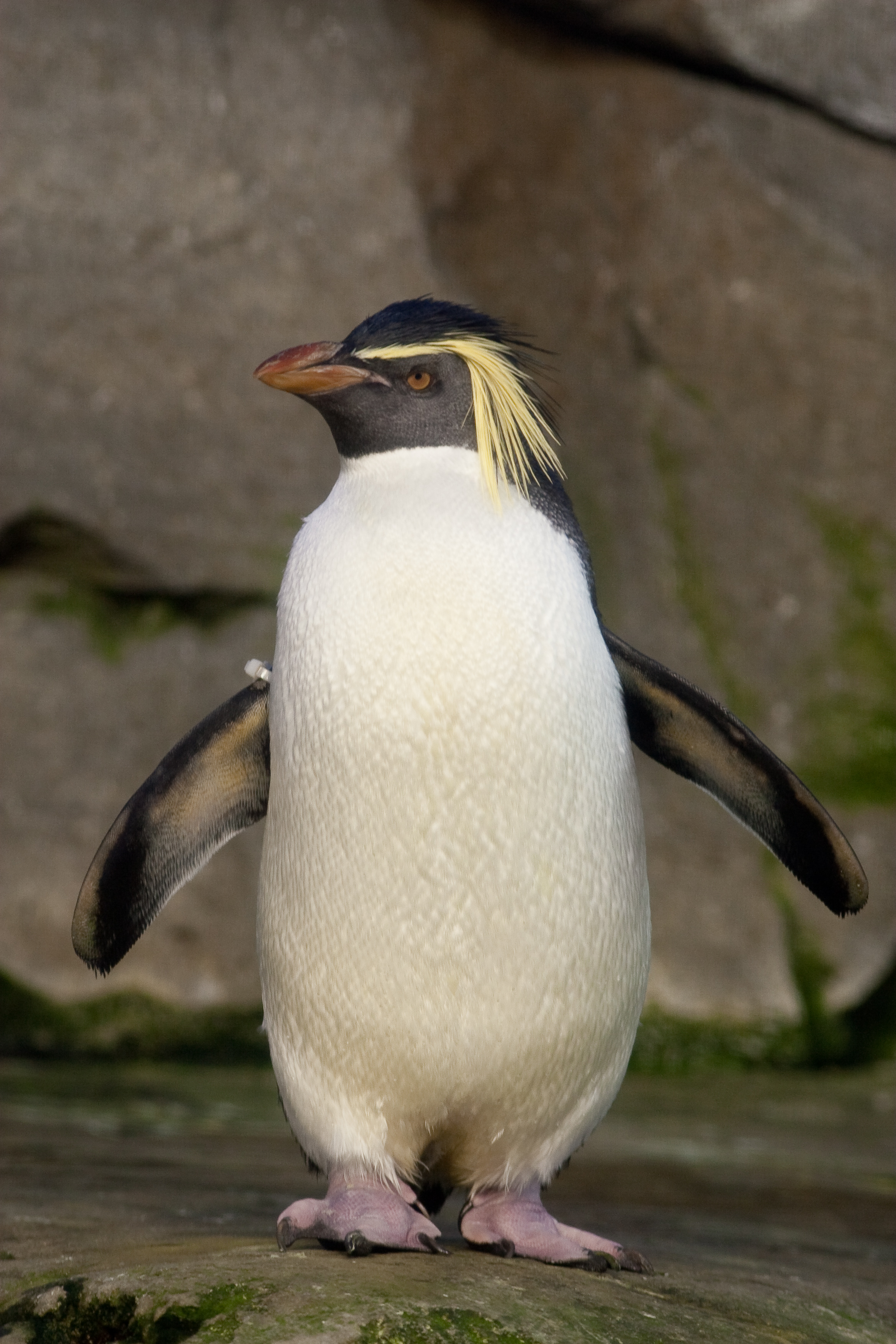
Eudyptes moseleyi

북부바위뛰기펭귄(Eudyptes moseleyi)은 왕관펭귄속의 펭귄 종이다. 바위뛰기펭귄의 아종으로 취급되기도 하지만 오늘날에는 바위뛰기펭귄중 남부바위뛰기펭귄과 별개의 종으로 보고 있다.